# Titanotrichum
Titanotrichum é um género botânico pertencente à família Gesneriaceae.

## Sinonímia
Matsumuria

### Espécie
Titanotrichum oldhami

## Nome e referências
Titanotrichum Solereder